# Polymerdispersion

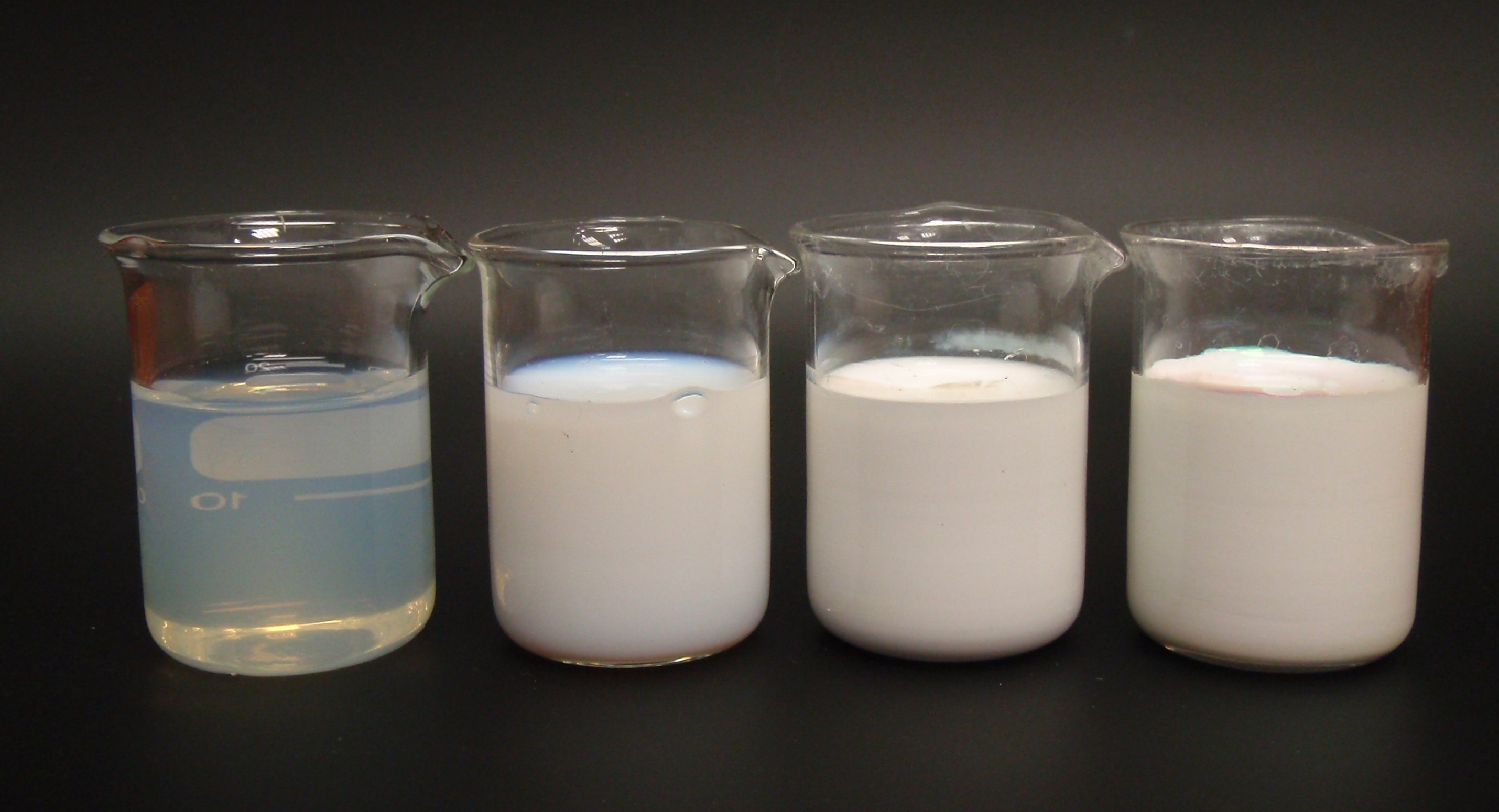
Beispiele für Polymerdispersionen unterschiedlicher Teilchendurchmesser

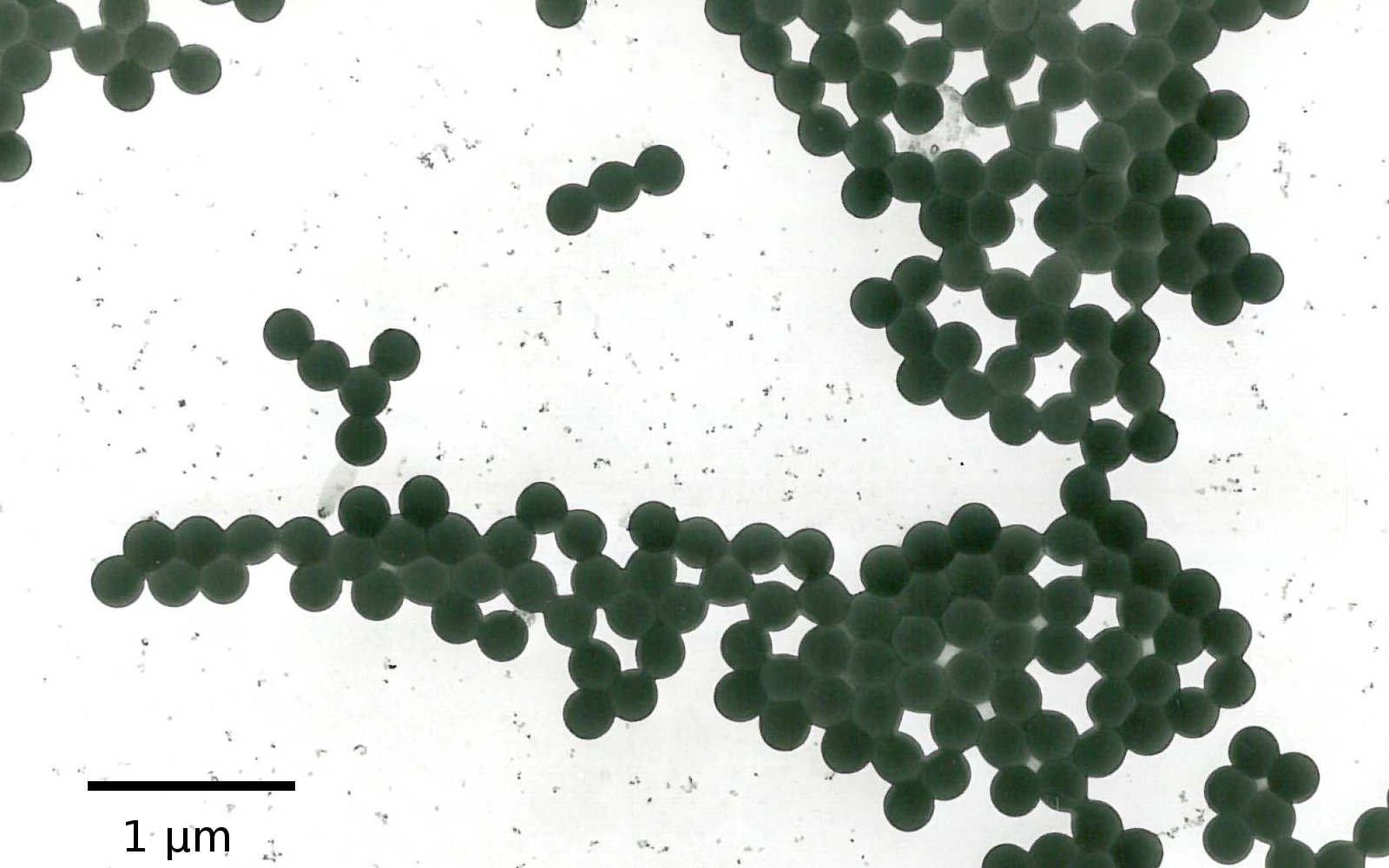
TEM-Aufnahme eines Polystyrollatex

Als Polymerdispersion oder auch Polymerlatex bezeichnet man eine kolloidal stabile Dispersion von Polymerpartikeln in einer wässrigen Phase. Der Durchmesser der Polymerpartikel kann zwischen einigen 10 Nanometern und wenigen Mikrometern liegen. Je nach Teilchendurchmesser und Polymergehalt erscheinen Polymerdispersionen als mehr oder weniger trübe bis weiße Flüssigkeiten. Die kolloidale Stabilität der Dispersion wird meistens durch grenzflächenaktive Stoffe, wie Tenside oder Schutzkolloide erzielt. Polymerdispersionen können durch verschiedene Polymerisationsverfahren (z. B. Emulsionspolymerisation, Suspensionspolymerisation) direkt aus den Monomeren oder auch durch Dispergieren eines Polymeren hergestellt werden. Ein Beispiel für eine natürlich vorkommende Polymerdispersion ist der Naturlatex des Gummibaumes (Hevea brasiliensis). Industriell werden Polymerdispersionen in großem Umfang produziert (s. a. Synthesekautschuk) und direkt – z. B. als Klebstoff, Bindemittel für Dispersionsfarben und so weiter – oder als Zwischenprodukt in der Kunststoff- und Kautschukindustrie genutzt.

## Herstellung
Nach der Art ihrer Herstellung können Polymerdispersionen in Naturlatizes, synthetische Polymerdispersionen oder durch Dispergierung eines Polymers hergestellte Sekundärdispersionen eingeteilt werden.

### Naturlatizes
Die wichtigste, natürlich vorkommende Polymerdispersion ist Naturlatex, der Milchsaft des Gummibaums (Hevea brasiliensis). Es handelt sich um eine Polyisoprendispersion mit > 97 % cis-1,4-Polyisopren und einer Teilchengröße zwischen 100 und ca. 1500 nm. Eine weitere, zumindest zeitweilig bedeutende Quelle ist der Guttaperchabaum (Palaquium gutta), dessen Milchsaft fast reines trans-1,4-Polyisopren enthält.

### Synthetische Polymerdispersionen
Synthetische Polymerdispersionen werden durch Polymerisation der entsprechenden Monomere in der wässrigen Phase gewonnen. Zum Einsatz kommende Polymerisationsverfahren sind die Emulsionspolymerisation, die Suspensionspolymerisation sowie (als eine spezielle Form der Suspensionspolymerisation) die Miniemulsionspolymerisation. Die Teilchen werden dabei entweder während der Polymerisation in der wässrigen Phase gebildet (Emulsionspolymerisation) oder gehen durch Polymerisation der Monomertröpfchen aus diesen hervor (Suspensions- und Miniemulsionspolymerisation).

### Sekundärdispersionen
Sekundärdispersionen werden durch Dispergierung eines Polymers in der wässrigen Phase erhalten. Dies kann z. B. durch Dispergieren einer Polymerlösung in Wasser und anschließendes Abdestillieren des Lösemittels erfolgen. Andere Verfahren sind das Ausfällen einer Polymerlösung in einem wassermischbaren Lösemittel durch Wasserzugabe oder die fortschreitende Dispergierung von Wasser in einem Polymer bis zum Auftreten einer Phaseninversion. Ein Beispiel für Sekundärdispersionen sind am Markt erhältliche Polyurethandispersionen, die durch Dispergierung einer Lösung gewonnen werden.

## Stabilität von Polymerdispersionen
Polymerdispersionen sind im Allgemeinen thermodynamisch nicht stabil: Durch Koagulation der Dispersion, d. h. durch Zusammenlagern der einzelnen Polymerpartikel zu kompakteren Gebilden (dem Koagulat), wird die Grenzfläche {\displaystyle A_{PW}} zwischen den beiden Phasen und damit die innere Grenzflächenenergie {\displaystyle \Delta G_{PW}=\gamma _{PW}A_{PW}} des Systems drastisch reduziert ({\displaystyle \gamma _{PW}} ist die Grenzflächenspannung zwischen dem Polymeren und der wässrigen Phase). Wird beispielsweise durch eine elektrisch geladene Doppelschicht auf den Teilchen eine Energiebarriere für die Koagulation geschaffen, so spricht man von einem kinetisch stabilen bzw. metastabilen System. Die Dispersion ist damit immer noch thermodynamisch instabil, für eine Koagulation muss aber erst eine gewisse Energie (z. B. durch Scherung) aufgewendet werden, um die Energiebarriere zu überwinden.

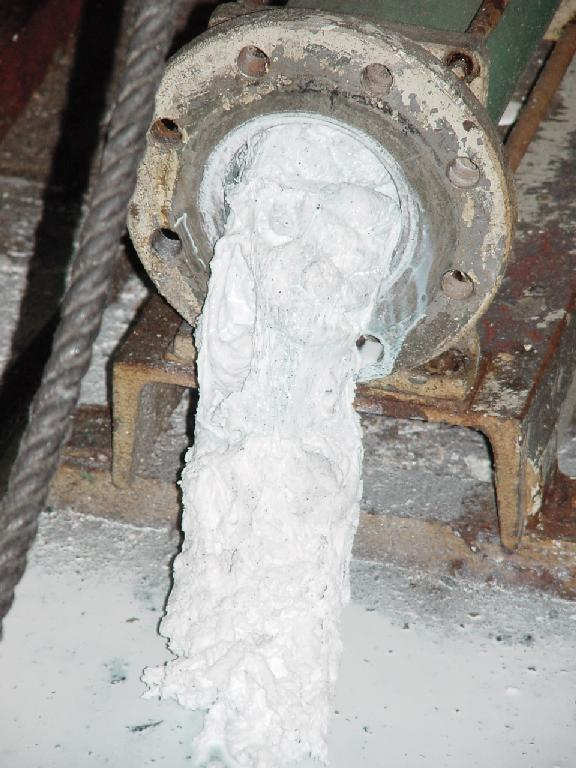
Koagulation einer nicht ausreichend stabilisierten Polymerdispersion in einer Exzenterschneckenpumpe

Die Metastabilität der Polymerdispersionen ist bedeutend für ihre Anwendung und Verarbeitung. So können Polymerdispersionen durch entsprechend hohe Scherkräfte, wie sie z. B. in Pumpen, an Rohreinbauten (z. B. Blenden), Siebanlagen und so weiter auftreten, koagulieren. Beim Abmischen zu Farben, Klebstoffformulierungen und so weiter kann es durch ungeeignete Rührwerke (z. B. schnelldrehende Dissolverscheiben) zur scherinduzierten Koagulation kommen. Weiterhin besteht die Gefahr der Auslösung von Koagulatbildung durch einzelne Rezepturbestandteile, wie z. B. starke Säuren oder Basen (pH-Wert Änderung, Verminderung der Solvatisierung der hydrophilen Anteile an- bzw. kationischer Tenside), mehrwertiger Metallionen (ionische Vernetzung), Füllstoffe oder Pigmente ohne gleichzeitige, ausreichende Netzmittelzugabe (Emulgatormoleküle wandern von den Polymerpartikeln auf die Füllstoffteilchen) u. a. Weitere Ursachen für die Koagulation können starke Temperaturänderungen, Einfrieren oder ein starker Viskositätsanstieg des Serums (z. B. durch zu schnelle Zugabe von Verdickern) sein.
Die Stabilisierung von Polymerdispersionen kann erfolgen mit anionischen oder kationischen Tensiden durch Bildung einer elektrisch geladenen Doppelschicht oder durch sterische Stabilisierung mit nichtionogenen Tensiden oder Schutzkolloiden.

## Eigenschaften, Charakterisierung
Die interessierenden Eigenschaften und deren Charakterisierung hängen naturgemäß stark vom jeweiligen Anwendungszweck oder – bei Entwicklungsarbeiten – von der entsprechenden Fragestellung ab. Die nachfolgende Auflistung kann daher keinen Anspruch auf Vollständigkeit erheben, sondern nur einige Möglichkeiten aufzeigen.

### Festkörper
Der Festkörpergehalt einer Polymerdispersion ergibt sich aus dem Anteil der nicht verdampfbaren Bestandteile. Den Hauptbestandteil machen die Polymerpartikel aus, weitere Anteile sind Emulgatoren, Schutzkolloide und andere in der wässrigen Phase gelösten Bestandteile (z. B. Salze). Hochsiedende Lösemittel und Weichmacher werden meist auch dem Festkörper zugerechnet, leichterflüchtige Lösemittel (z. B. als Filmbildehilfsmittel) dagegen nicht. Die Bestimmung erfolgt gravimetrisch durch Bestimmung des Verdampfungsrückstandes, üblicherweise wird auf die DIN EN ISO 3251 Bezug genommen.

### pH-Wert
Die Bestimmung des pH-Wertes wird meist mittels einer Glaselektrode ausgestatteten Messgeräten vorgenommen (meist auf DIN 53785 verweisend). Die Einhaltung eines bestimmten pH-Wertes der Polymerdispersion ist für Anwendungen wichtig, bei denen der pH-Wert eine entscheidende Rolle spielt, beispielsweise bei der Formulierung von Dispersionsfarben, wo viele der eingesetzten Verdicker und Netzmittel starke pH-Abhängigkeiten aufweisen. Ferner ist der pH-Wert für die Stabilität der Dispersion selbst von Bedeutung, da anionische Tenside und im Polymer gebundene Säuregruppen (z. B. aus Methacrylsäure) nur im neutralen bis leicht basischen Bereich ausreichend zur kolloidalen Stabilisierung beitragen können.

### Viskosität, Rheologie
Das rheologische Verhalten von Polymerdispersionen ist meist recht komplex und weicht häufig deutlich vom newtonschen Fließverhalten ab. Lediglich schutzkolloidfreie Dispersionen mit sehr geringem Festkörpergehalt zeigen ein annähernd Newtonsches Verhalten. Meist liegt ein thixotropes und/oder strukturviskoses Fließverhalten vor. Durch Abweichungen bzw. Fehler bei der Herstellung (z. B. Emulsionspolymerisation) können auch dilatante Dispersionen gebildet werden. Charakterisiert werden können die rheologischen Eigenschaften nur durch die Aufnahme von Fließkurven bei unterschiedlichen Scherraten. In der Qualitäts- bzw. Wareneingangskontrolle beschränkt man sich dennoch oft auf die Messung der Viskosität bei einer Scherrate mit dem Brookfield Rheometer (Viskositätsangabe dann unter Angabe von Geschwindigkeit und Spindelnummer). Speziell für genauere Messungen ist eine genaue Temperierung von Bedeutung.

### Mikroskopische Methoden
Die konventionelle Lichtmikroskopie stößt bei den gängigen Polymerdispersionen mit Teilchengrößen im Bereich einiger hundert Nanometer an ihre Auflösungsgrenzen. Es ist zwar möglich, die Brownsche Bewegung der Teilchen bei stark verdünnten Dispersionen und nicht zu kleinen Teilchendurchmessern zu beobachten (besser: zu erahnen), Abmessungen oder gar innere Strukturen lassen sich aber nicht erkennen.

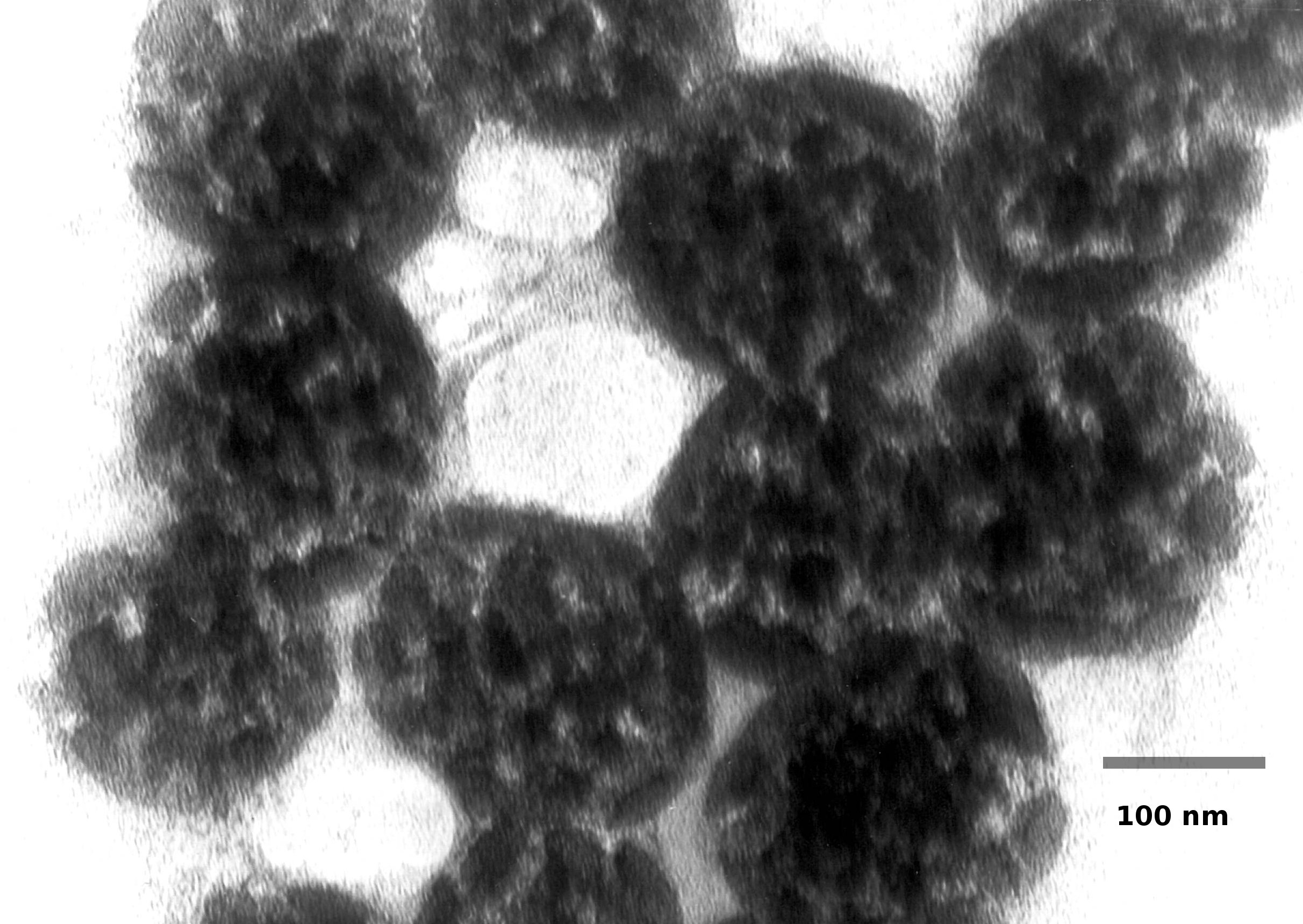
TEM-Aufnahme einer Dispersion aus Polyacrylsäureestern mit Inklusionen aus Polystyrol

Die derzeit effizienteste und aussagekräftigste, mikroskopische Charakterisierungsmethode für Polymerdispersionen ist die Transmissionselektronenmikroskopie. Aufgrund der viel geringeren Wellenlänge der Strahlung können Einzelheiten bis zur Größe weniger Nanometer dargestellt werden. Da die Elektronenstrahlung die Polymere durchdringt, können neben der äußeren Gestalt auch innere Strukturen der Partikel abgebildet werden. Die Beispielaufnahme zeigt eine Dispersionen aus schwach vernetzten Partikeln aus Poly(Butylacrylat/Ethylacrylat), in denen in einem zweiten Polymerisationschritt Inklusionen aus Polystyrol (mit etwas Divinylbenzol) gebildet wurden. Die Inklusionen wurden durch eine selektive Kontrastierung mit Rutheniumtetroxid (welches sich nur in der Polystyrol-Phase anlagert) sichtbar gemacht. Nachteilig ist der hohe apparative Aufwand sowie die Empfindlichkeit einiger Polymere (z. B. Acrylate) gegen die Elektronenstrahlung. Bei der Bestimmung der Teilchengröße anhand von TEM-Aufnahme muss berücksichtigt werden, dass gerade Partikel aus weicheren Polymeren auf dem Objektträger etwas „breitlaufen“ können und damit einen größeren Durchmesser vortäuschen.

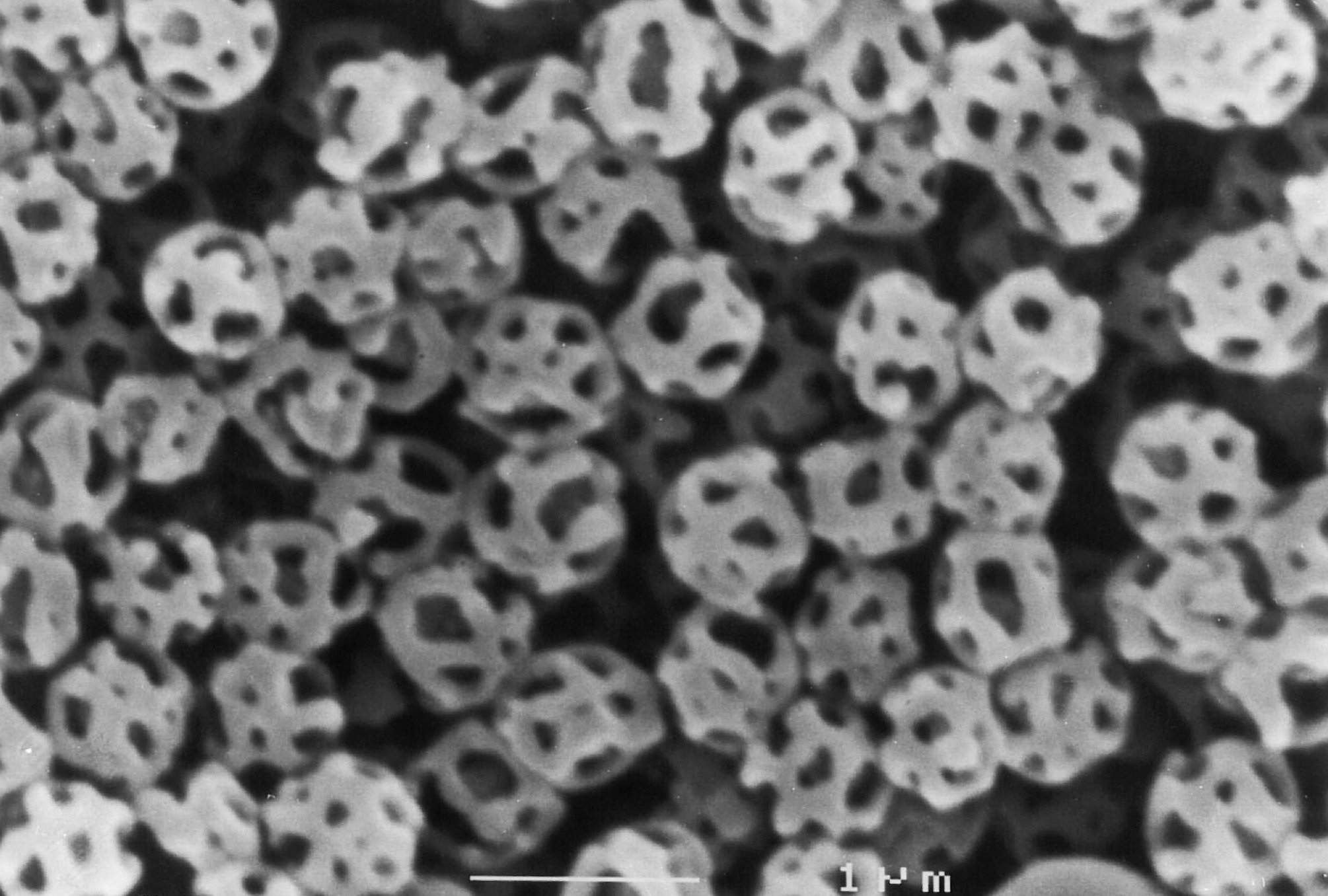
REM-Aufnahme eines Hohllatex mit unvollständiger Schale

Steht ein Rasterelektronenmikroskop zur Verfügung, so können zumindest die äußere Gestalt der Partikel und ihre Größe bestimmt werden. Rückschlüsse auf die innere Struktur sind i. A. nicht möglich.

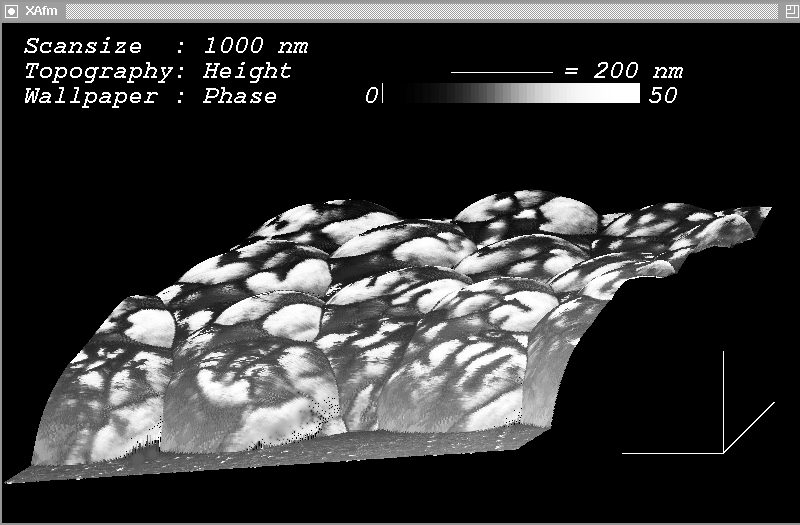
AFM-Aufnahme einer Dispersion aus Polyacrylsäureestern mit Inklusionen aus Polystyrol.

Auch mit dem noch relativ jungem Verfahren der Rasterkraftmikroskopie können die einzelnen Partikel von Polymerdispersionen sichtbar gemacht werden. Ähnlich wie bei der Rasterelektronenmikroskopie können nur die Ausmaße und die äußere Gestalt der Teilchen abgebildet werden, innere Strukturen bleiben unsichtbar. Im sogenannten „Tapping-Mode“ einiger Mikroskope können unterschiedliche mechanische Eigenschaften von einzelnen Phasen visualisiert werden. Das Beispielbild zeigt dieselbe Dispersion wie das TEM-Bild. Die harten, bis an die Oberfläche reichenden PS-Inklusionen sind in der weichen Acrylatmatrix aufgrund der abweichenden Phasenlage des Signals sichtbar (Materialkontrast, im Gegensatz zum TEM ohne spezielle Kontrastierung). Die relativ weichen Teilchen sind auf dem Objektträger (frisch gespaltener Glimmer) zusammengelaufen (verfilmt), so dass die ursprüngliche Kugelform nur noch zu erahnen ist.

### Mindestfilmbildetemperatur
Für viele Anwendungen, wie z. B. als Klebstoffe oder Bindemittel in Beschichtungen ist die Fähigkeit der Polymerdispersionen, beim Eintrocknen einen durchgehenden Film zu bilden, von entscheidender Bedeutung. Beim Verdunsten des Wassers rücken die Partikel zunehmend enger zusammen, bis schließlich die zwischen den Partikeln wirkenden Kapillarkräfte so groß werden, dass die Abstoßung durch Tenside oder Schutzkolloide überwunden wird und sich die Teilchen berühren. Sind die Partikel ausreichend verformbar, so werden sie durch die wirkenden Kräfte deformiert und verschmelzen schließlich zu einem durchgehenden Film. Für ein ausreichendes Verformungsvermögen der Polymerteilchen muss die Temperatur bei der Verfilmung oberhalb einer bestimmten Temperatur, der Mindestfilmbildetemperatur oder kurz MFT, liegen. Die MFT hängt naturgemäß stark mit der Glasübergangstemperatur des Polymeren zusammen, wird aber auch durch den Anteil an hydrophilen Polymerbestandteilen (wasserlösliche Monomere wie Methacrylsäure, Hydroxyethylmethacrylat, Acrylamid und so weiter), die Partikelmorphologie (z. B. Kern/Schale), evtl. in der wässrigen Phase enthaltene Schutzkolloide, externe Weichmacher u. a. beeinflusst. Die Bestimmung der MFT erfolgt meist auf einer Filmbildebank mit Temperaturgefälle.

## Anwendungen

### Klebstoffe
Im einfachsten Fall kann eine gegebenenfalls noch geringfügig modifizierte (Zugabe von Weichmacher, Verdicker) Polymerdispersion bereits als Klebstoff verwendet werden. Ein Beispiel ist der Kaltleim (oder Weißleim) in der Holzverarbeitung. Es handelt sich im Wesentlichen um eine oft mit Polyvinylalkohol stabilisierte Polyvinylacetatdispersion (meist copolymerisiert mit geringen Anteilen an Butylacrylat oder anderen Acrylsäureestern, Acrylamid, Acrylsäure u. a.). Weitere Anwendungen sind Klebstoffdispersionen für Selbstklebeetiketten (Copolymere auf Basis Styrol-Butadien oder (Meth) Acrylsäureester) sowie Klebstoffe in der Bauchemie wie Fliesenkleber oder Kleber für Wärmedämmverbundsysteme (meist Copolymerisate aus Styrol und (Meth) Acrylsäureestern).

### Dispersionsfarben
In Dispersionsfarben, wässrigen Lacken und ähnlichen Beschichtungen werden Polymerdispersionen als Bindemittel eingesetzt. Für Fassadenfarben kommen vorzugsweise witterungsbeständige Copolymere auf Basis von (Meth)Acrylsäureestern und Styrol zum Einsatz. Preiswertere Qualitäten basieren auf Vinylacetatcopolymeren mit Acrylsäureestern, für einige Spezialanwendungen auch Copolymere mit Dibutylmaleinat (rissüberbrückende Systeme) oder mit Vinylestern der Versaticsäure (VeoVa-Monomere der Shell, verbesserte Witterungsbeständigkeit).
Innendispersionsfarben werden heute nur noch selten auf Basis von Styrolcopolymerisaten formuliert. Meistens werden Copolymere von Ethylen, Vinylacetat und Acrylsäureestern verwendet. Für die Realisierung der heute zunehmend geforderten emissions- und lösemittelfreien Farben (Blauer Engel) werden weichmacherfreie Dispersionen mit relativ weichem Polymer (niedrige Glasübergangstemperatur) und geringem Restmonomeranteil eingesetzt.
Für die Formulierung wässriger Lacke setzt man überwiegend Polyurethan- oder Reinacrylatdispersionen ein. Letztere werden häufig unter Verwendung spezieller Comonomere hergestellt, die eine verbesserte Haftung des Lackes auf schwierigen Untergründen, eine Vernetzung der Teilchen nach dem Trocknen untereinander u. a. bewirken sollen.
Eine weitere (Nischen-)Anwendung finden sogenannte Hohllatizes als Weißpigment. Es handelt sich um Dispersionen aus mehrphasigen Polymerpartikeln, die einen wassergequollenen Kern beinhalten. Beim Auftrocknen der Dispersion diffundiert das Wasser aus dem Kern heraus, das gequollene Polymer trocknet unter Schrumpfen ein und hinterlässt einen Hohlraum, an dem im Polymerfilm das Licht gestreut wird.

### Kunststoffindustrie
Bei der Herstellung von Kunststoffen spielen Polymerdispersionen in einigen Fällen als Zwischenprodukt eine Rolle. Neben der Herstellung von PVC und Polyacrylnitril werden vor allem ABS und schlagzähes PMMA über den Zwischenschritt einer Polymerdispersion hergestellt. Man nutzt hierbei die Möglichkeit der Emulsions- und Suspensionspolymerisation aus, mehrphasiger Polymerpartikel genau definierter Morphologie herstellen zu können, wie sie für die Schlagzähmodifizierung spröder Polymere notwendig sind. Nachteilig ist neben der Notwendigkeit des Abtrennens des Wassers die hohe Verunreinigung durch Tenside und Salze, die sich nachteilig auf die Produkteigenschaften (Verfärbungen, Zersetzungsneigung bei der Verarbeitung) auswirken können.